# 超大ヒット人気番組ぜ〜んぶ見せます!スペシャル
『あのシーンをもう一度!伝説の高視聴率 超大ヒット人気番組ぜ〜んぶ見せます!スペシャル』は、テレビ朝日開局50周年記念『50時間テレビ』の一環で2009年2月8日に放送された特別番組。

## 概要
NET（日本教育テレビ）として開局した1959年から時系列でドラマ・アニメ・バラエティ・ドキュメンタリーなど過去に放送された人気番組を紹介するもの。報道・ワイドショー系番組は前週2月1日に放送された特番『“ニュースの記憶”～あの頃あの時あなたは…報道50年映像全史～』で補われている。
紹介されたのはNET→テレビ朝日だけでなく在阪準キー局の全国ネット番組も紹介されているが、腸捻転時代である1975年3月以前の系列局である毎日放送（MBS）制作番組は『おそ松くん』『仮面ライダー』などアニメ・特撮系のごくわずかしか紹介されなかった。逆に腸ねん転を解消した1975年4月以降の系列局である朝日放送（ABC）制作番組をメインに紹介している。また、在阪以外の系列局制作の番組は名古屋テレビ（メ～テレ、NBN）制作の『機動戦士ガンダム』のみ紹介された。
当番組はスタジオ進行を一切せず（途中黒柳徹子、萩本欽一、渡哲也、藤田まことのそれぞれへの単独インタビューが挟まれるくらい）、ナレーションもテレビ朝日アナウンサー5人（渡辺宜嗣、萩野志保子、清水俊輔、矢島悠子、大西洋平。渡へのインタビュアーで田畑祐一も出演）のみ、テロップも必要最低限に限られており、非常にシンプルなつくりとなっている。
肖像権の問題もあってかスタジオ（または公開収録会場）での一般観客の顔をモザイク処理していたり（一部はアシスタントも）、視聴者参加クイズ・バラエティ番組もごく一部を除いて特別企画で実施された芸能人参加編の回を使用している。『プロポーズ大作戦』では、人探しのコーナーで一般人が出てくるカーテンが開く瞬間で映像を切り、「フィーリングカップル5VS5」のコーナーは映像を一切使わず、内容を絵で紹介するにとどまった。ただし例外に近いものとして、『クイズタイムショック』では、後にクイズマニアとなる石野まゆみの中学生時代が登場した1978年9月28日放送分を放送し、直後に『タイムショック21』に出場した時の石野が映された。同時期に放送されたNHK教育テレビやフジテレビの50周年番組では、過去の映像で一般人の顔を隠すようなことは一切しておらず、テレビ朝日独自の自主規制と考えられる。
また、一社単独提供の番組も『大正テレビ寄席』は『テレビ寄席』とスポンサー名が外されて紹介されていたが、逆に『象印クイズ ヒントでピント』のようにスポンサー名が外されずそのまま紹介されていたりと対応が分かれた。
2部構成で行われ、第1部が15:30～17:25（長崎文化放送・鹿児島放送除く22局）・第2部が18:30～20:54（ANNフルネット24局）
尚、第1部・第2部両方で紹介された番組は『歌のグランドヒットショー』と『ネイチァリングスペシャル』のみで、重複はほとんど無かった。
シリーズ物は、『仮面ライダーシリーズ』・『スーパー戦隊シリーズ』・『ザ・ハングマンシリーズ』・『あばれはっちゃくシリーズ』・『プリキュアシリーズ』は第1作目のみの構成だったが、『必殺シリーズ』・『遠山の金さんシリーズ』・『東映魔女っ子シリーズ』（『プリキュア』は除く）などは何作も放映された。また『メタルヒーローシリーズ』や『美少女戦士セーラームーンシリーズ』の様に、全く放送されなかったシリーズも有った。なお『仮面ライダー』・『スーパー戦隊』・『プリキュア』は、画面左下の隅に現在放送中の作品のテロップが添えられた（『仮面ライダーディケイド』・『侍戦隊シンケンジャー』・『フレッシュプリキュア!』）。
また、何度かレギュラー放送が途絶えても現在何らかの特番で存続している番組は現在放送中の扱いをしている番組もある（前述の『クイズタイムショック』など）。
『キャンディ・キャンディ』については、作者間の著作権問題が解決していないため、本番組では紹介しなかった。

## 紹介された番組

### 第1部

#### NET時代
- ララミー牧場
- ナショナルキッド
- ちびっこギャング
- アンタッチャブル
- 悪魔くん（実写版）
- 河童の三平 妖怪大作戦
- 大忠臣蔵（三船敏郎主演版）
- 少年忍者風のフジ丸（ラストコーナー「忍術千一夜」も放送）
- ピュンピュン丸
- 逃亡
- かわいい魔女ジニー
- ジャイアントロボ
- インベーダー
- サイボーグ009（1968年モノクロ版）
- 忍者ハットリくん+忍者怪獣ジッポウ（実写版）
- フルーツポンチ3対3
- 愛の戦士レインボーマン（実写版）
- 歌のグランドヒットショー
- だいこんの花
- ひみつのアッコちゃん（第1作）
- もーれつア太郎（第1作。放送されたのは、カラー化された第89話）
- 魔法のマコちゃん
- 魔女っ子メグちゃん
- 非情のライセンス
- 荒野の素浪人
- 秘密戦隊ゴレンジャー
- がんばれ!!ロボコン
- 勇者ライディーン
- エースをねらえ!（MBS制作アニメ版）
- 霊感ヤマカン第六感（ABC、JNN系列時代にスタート。フランキー堺司会時代を放送）

#### テレビ朝日時代
- 三枝の国盗りゲーム（ABC）
- ザ・ハングマン（ABC）
- 機動戦士ガンダム（NBN）
- 特捜最前線
- 暴れん坊将軍
- ネイチァリングスペシャル
- 100万円クイズハンター
- あさりちゃん
- 忍者ハットリくん (アニメ版)
- パーマン（第2作）
- おぼっちゃまくん
- 愛川欽也の探検レストラン
- カーグラフィックTV
- 歌謡びんびんハウス
- ナイトライダー
- 邦子と徹のあんたが主役
- 混浴露天風呂連続殺人（ABC、土曜ワイド劇場作品）
- 牟田刑事官事件ファイル（土曜ワイド劇場作品、初期の「事件の眼」を放送）
- 高橋英樹の船長シリーズ（土曜ワイド劇場作品）
- 法医学教室の事件ファイル
- 君の手がささやいている
- さすらい刑事旅情編
- パパパパパフィー
- Xファイル
- イグアナの娘
- 東京大学物語
- 南くんの恋人（高橋由美子主演）
- 科捜研の女
- 熟年離婚
- エースをねらえ!（ドラマ。先述のアニメ版紹介直後に放送）
- 所さんのこれアリなんじゃないの!?
- GAHAHAキング 爆笑王決定戦
- ナイナイナ
- 『ぷっ』すま
- ぷらちなロンドンブーツ
- 銭形金太郎
- クイズプレゼンバラエティー Qさま!!
- SmaSTATION!!
- ふたりはプリキュア（ABC）
- 大改造!!劇的ビフォーアフター（ABC）
- テスト・ザ・ネイション
- 特命係長 只野仁
- 雨上がり決死隊のトーク番組アメトーーク!（「ネオネオバラエティ」枠で放送された『…アメトーク!』時代を放送）

ほか

### 第2部

#### NET時代
- デン助劇場
- ローハイド
- 七色仮面
- 特別機動捜査隊
- 少年ケニヤ
- 判決
- 大正テレビ寄席
- 狼少年ケン
- 月影兵庫
- おそ松くん（第1作、MBS、藤田まことの主題歌による2代目OPを放送）
- 氷点（内藤洋子主演）
- 魔法使いサリー（第1作のみ。モノクロ版とカラー版のOPを合わせて放送）
- 象印スターものまね大合戦
- 歌のグランドヒットショー
- クイズタイムショック（山口崇時代・生島ヒロシ時代・『21』時代はコールのみ）
- 遠山の金さん捕物帳（中村梅之助主演）
- 新婚さんいらっしゃい!（ABC、スタート時はJNN系列で放送）
- 仮面ライダー（MBS）
- ベスト30歌謡曲（第1期・第2期を合わせて放送）
- プロポーズ大作戦（ABC、スタート時はJNN系列で放送）
- みつばちマーヤの冒険（ABC）
- 遠山の金さん（杉良太郎主演）
- 一休さん（一休版と、第74話の外観和尚版のAパートアイキャッチも合わせて放送）
- 必殺仕置屋稼業（ABC）[8]
- 徹子の部屋 （黒柳徹子のインタビューと、森繁久彌がゲスト出演した第1回の映像、きんさんぎんさん、美空ひばり、松田優作、夏目雅子が出演した時の映像を放送）
- みごろ!たべごろ!笑いごろ!（電線マンのコントと、伊東四朗・小松政夫の母子コントを放送）
- 欽ちゃんのどこまでやるの!?（萩本欽一のインタビューあり）

#### テレビ朝日時代
- ドリフと女優の爆笑劇場
- 土曜ワイド劇場・第1回「時間よ、止まれ」（渥美清主演）
- ルーツ
- 笑アップ歌謡大作戦
- 必殺仕事人（ABC）
- 俺はあばれはっちゃく（吉田友紀主演）
- ドラえもん（第1話『夢の町 ノビタランド』の一部と外国語バージョンを放送）
- 象印クイズ ヒントでピント（PART5「16分割」を放送）
- 西部警察（渡哲也のインタビューあり）
- 怪物くん（アニメ第2作）
- 歌謡ドッキリ大放送（「ちびっこドッキリインタビュー」を放送）
- 遠山の金さん（高橋英樹主演）
- 黒革の手帖（山本陽子主演）
- 帰ってきたテレビ寄席
- 家政婦は見た!
- 必殺仕事人V（ABC）
- ビートたけしのスポーツ大将
- オバケのQ太郎（第3作）
- ミュージックステーション
- 名奉行 遠山の金さん（松方弘樹主演）
- はぐれ刑事純情派
- はなきんデータランド
- 氷点（1989年版）
- 眠狂四郎
- 必殺仕事人・激突!（ABC。藤田まことのインタビューあり）
- ビートたけしのTVタックル（『どーする?!TVタックル』時代の第1回を放送）
- クレヨンしんちゃん
- スラムダンク
- ウッチャンナンチャンの炎のチャレンジャーこれができたら100万円!!（久本雅美が挑戦した「ウルトラ電流イライラ棒」を放送）
- 時よ止まれ（矢沢永吉主演）
- 味いちもんめ
- 愛のエプロン
- いきなり!黄金伝説。
- TRICK
- 相棒（土曜ワイド劇場時代の1作目と当時最新だったシーズン7を放送）
- ロンドンハーツ
- 黒革の手帖（米倉涼子主演）
- 弟
- 氷点（石原さとみ主演）

#### テレ朝長寿番組ベスト5 （2008年2月8日現在）
- 第1位 題名のない音楽会（スタート当初は東京12チャンネル（現在のテレビ東京）で放送）
- 第2位 日曜洋画劇場
- 第3位 おかずのクッキング
- 第4位 パネルクイズ アタック25（ABC。700回記念大会と児玉清のものまねをする博多華丸が出演した2007年末の芸能人大会を紹介）
- 第5位 徹子の部屋

このほか、『新婚さんいらっしゃい!』もテレ朝系長寿番組の一員となっているが、それを制作しているABCが番組開始から4年2ヶ月間はJNN（TBS）系列だったためか、ランクインされなかった。

## スタッフ
- 技術協力：TSP
- 制作協力：C.A.L、零CREATE、コムクエスト
- 制作著作：テレビ朝日